# Laluenga
Laluenga – gmina w Hiszpanii, w prowincji Huesca, w Aragonii, o powierzchni 36,47 km². W 2011 roku gmina liczyła 221 mieszkańców.